# 為親愛的我致上殺意
《為親愛的我致上殺意》（英語：-{My Dearest Self
with Malice Aforethought}-）是由日本漫畫家井龍一原作、伊藤翔太作畫的青年漫畫，於2018年23號至2019年36・37合併號在《週刊Young Magazine》連載。2019年8月5日至2020年9月7日移刊到《Comic DAYS》連載，全11卷。
2022年由富士電視台拍成電視劇，講述父親是連環殺人犯的大學生浦島英二（山田涼介飾演），背負「連環殺人犯之子」身世秘密，慢慢意識到自己擁有雙重人格，他擔心”另一個自己”可能犯下了殺人罪，於是他決定查明真相。

## 出版書籍
| 卷數 | 講談社         | 講談社                 | 青文出版社     | 青文出版社             |
| 卷數 | 發售日期       | ISBN                   | 發售日期       | ISBN                   |
| ---- | -------------- | ---------------------- | -------------- | ---------------------- |
| 1    | 2018年9月6日   | ISBN 978-4-06-512807-7 | 2020年1月16日  | ISBN 978-986-51-2188-4 |
| 2    | 2018年12月6日  | ISBN 978-4-06-513845-8 | 2020年10月22日 | ISBN 978-986-51-2533-2 |
| 3    | 2019年2月6日   | ISBN 978-4-06-514558-6 |                |                        |
| 4    | 2019年5月7日   | ISBN 978-4-06-515468-7 |                |                        |
| 5    | 2019年8月6日   | ISBN 978-4-06-516729-8 |                |                        |
| 6    | 2019年10月4日  | ISBN 978-4-06-517293-3 |                |                        |
| 7    | 2020年1月8日   | ISBN 978-4-06-518219-2 |                |                        |
| 8    | 2020年3月11日  | ISBN 978-4-06-518838-5 |                |                        |
| 9    | 2020年6月10日  | ISBN 978-4-06-519990-9 |                |                        |
| 10   | 2020年9月9日   | ISBN 978-4-06-520687-4 |                |                        |
| 11   | 2020年11月11日 | ISBN 978-4-06-521378-0 |                |                        |

## 電視劇
改編電視劇於2022年10月5日至11月30日於富士電視台的水10時段播出，由山田涼介（Hey! Say! JUMP）主演。
香港由Viu獨家播出。臺灣由KKTV於10月6日起獨家跟播。

### 登場人物

#### 主要人物
- 浦島英二：山田涼介（Hey! Say! JUMP）[2]、童年：小山蒼海（粵語配音：譚禹晋、童年：何凱怡）

秉持「快樂至上」主義的樂觀大學生，從小因自己是殺人魔的兒子而飽受了世人的欺凌，成人後只求能享受當下的快樂就好。除了背負連環殺人犯之子的沉重祕密，更意外發現自己擁有雙重人格女(B一/八野衣英二)，而「另一個自己」似乎與女大生凶殺案有關。
- 奈美：川榮李奈[3]（粵語配音：何凱怡）

在不良組織（準暴力團）「Skall」經營的俱樂部「Alice」工作的女性。電視劇原創角色，以原作的真明寺麗為設定。
- 雪村京花：門脇麥[4]、童年：志水心音（粵語配音：石梓晴）

與英二一樣就讀明京大學的女大學生。
- 佐井社：尾上松也[4]（粵語配音：周倚天）

「Skall」的老大；綽號「Sai」。俱樂部「Alice」的經營者。
- 桃井薰：櫻井由紀[4]（粵語配音：陳子瑩）

刑警。新人時期曾負責15年前的殺人事件。
- 浦島龜一：遠藤憲一[4]、少年：小林空葉（粵語配音：羅偉亮）

英二的養父。是英二親生父親・八野衣真的保護司。

#### 英二周邊人物
- 八野衣真/LL：早乙女太一[4]（粵語配音：郭湛深）

英二的親生父親。被認為是15年前發生的連續殺人事件的犯人。別稱「殺人鬼」、「LL」。
- 浦島珠代：阿南敦子[5]（粵語配音：鄭家蕙）

英二的養母。
- 浦島乙：夏子[5]（粵語配音：何芷心）

龜一和珠代的女兒；英二的養姊。
- 八野衣真美：都丸紗也華

英二的親生母親。因受不了社會輿論批評而上吊自殺。

#### 警察廳人物
- 猿渡敬三：高嶋政宏[4]（粵語配音：譚漢華）

警視廳的管理官。桃井的上司。
- 犬飼：岩男海史[5]（粵語配音：譚漢華）

與桃井搭檔的刑警。
- 鑒證官：福澤重文

#### 帝東大學人物
- 白菱正人：佐野史郎[4]（粵語配音：黃志明）

帝東大學教授。
- Satoru：Hajime社長[5]

英二的大學朋友。
- 柏木：岩本晟夢[5]

英二的大學朋友。

#### 主角周邊人物
- 畑葉子：淺川梨奈[5]（粵語配音：鄭家蕙）

奈美的朋友。
- 白菱凜：工藤美櫻[5]（粵語配音：鄭家蕙）

白菱正人的女兒。連續殺人事件的被害者。
- 雪村真須美：高橋瞳 (演員)

京花的母親。

#### SKALL人物
- 達姆：宮澤佑（粵語配音：黃啟明）

佐井社的手下。
- 江口：才川浩二

佐井社的手下。
- 沢井：町田悠宇（粵語配音：郭湛深）

佐井社的手下。
- 渡渡鳥：續木淳平

佐井社的手下。
- 西：小島久人（粵語配音：譚漢華）

佐井社的手下。
- 佐伯宏和：堀丞

佐井社的手下。
- 王川：三木崇史

佐井社的手下。

#### 每集出場人物
第1話
- 圖書館管理員：藤本靜
- 飯堂質問英二的學生：山脇辰哉、押田岳（粵語配音：郭湛深）
- 講述八野衣真事件的節目主持人：金剛地武志（粵語配音：郭湛深）
- 講述八野衣真事件的節目嘉賓（粵語配音：黃志明）
- 咖啡店老闆：津村和幸（粵語配音：譚漢華）

第2話
- 黒木麗奈：倉持未來

殺人魔LL的受害者。（2、8、9話）

### 製作團隊
- 原作：井龍一（原作）、伊藤翔太（作畫）《為親愛的我致上殺意》（講談社『Young Magazine』）
- 劇本：岡田道尚
- 配樂：☆Taku Takahashi（m-flo）
- 主題曲：Hey! Say! JUMP（J Storm）
- 綜合導演：松山博昭
- 導演：西岡和宏、淺見真史、保坂昭一
- 製作人：草谷大輔
- 製作：富士電視台

### 播出日程
- 第1話加長15分鐘（22:00 - 23:09）。
- 第8話因電視台於18:40 - 21:10轉播「2022年FIFA世界杯」（摩洛哥×克羅埃西亞），故而後續節目順延10分鐘開播，播出時間為22:10 - 23:00。

| 集數                                                                      | 播出日期 | 日文標題 | 中文標題（Viu） | 導演              | 收視率 |
| ------------------------------------------------------------------------- | -------- | -------- | --------------- | ----------------- | ------ |
| 第1話                                                                     | 10月05日 |          | 殺人魔          | 松山博昭          | 4.5%   |
| 第2話                                                                     | 10月12日 |          | 兇手            | 松山博昭          | 3.5%   |
| 第3話                                                                     | 10月19日 |          | 證據            | 西岡和宏          | 3.7%   |
| 第4話                                                                     | 10月26日 |          | B一             | 淺見真史          | 3.6%   |
| 第5話                                                                     | 11月02日 |          | 真相            | 松山博昭          | 3.9%   |
| 第6話                                                                     | 11月09日 |          | 人格            | 松山博昭 西岡和宏 | 3.4%   |
| 第7話                                                                     | 11月16日 |          | 清白            | 保坂昭一          | 4.4%   |
| 第8話                                                                     | 11月23日 |          | 線索            | 西岡和宏          | 2.5%   |
| 最終話                                                                    | 11月30日 |          | 痛楚            | 松山博昭          | 4.7%   |
| 平均收視率 3.8%（收視率由Video Research調查關東地區、家戶的即時統計資料） |          |          |                 |                   |        |

## 外部連結
- 漫畫官方網站 - 講談社（日語）
- 電視劇官方網站 - 富士電視台（日語）
  - 電視劇的X（前Twitter）（日語）
  - 電視劇的Instagram帳戶（日語）

| 日本 富士電視網 週三晚間十點連續劇 | 日本 富士電視網 週三晚間十點連續劇             | 日本 富士電視網 週三晚間十點連續劇 |
| ---------------------------------- | ---------------------------------------------- | ---------------------------------- |
|                                    | 為親愛的我致上殺意 （2022年10月5日－11月30日） |                                    |
| 鋼盔 （2022年7月6日－9月14日）     | STAND UP START （2023年1月18日－3月29日）      |                                    |

| 香港 ViuTV 星期二至六（星期一至五深夜）00:00－01:00 | 香港 ViuTV 星期二至六（星期一至五深夜）00:00－01:00 | 香港 ViuTV 星期二至六（星期一至五深夜）00:00－01:00 |
| --------------------------------------------------- | --------------------------------------------------- | --------------------------------------------------- |
|                                                     | 為親愛的我致上殺意 （2024年5月3日－2024年5月15日）  |                                                     |
| 初戀的惡魔 （2024年4月19日－2024年5月2日）          | Silent （2024年5月16日－2024年5月30日）             |                                                     |